# Томі Лотта
Томі Лотта (фін. Tomi Lotta, нар. 1 січня 1976, Фінляндія) — фінський стронгмен. Брав участь у кількох змаганнях за звання Найсильнішої Людини Світу а також у Світовій Першості МФЛ однак фіналу жодного разу не дістався. Його найкращим досягненням у кар'єрі є перемога у змаганні Найсильніша Людина Фінляндії 2004. Відомий під прізвиськом «Фінський пляжний хлопчик». 5 березня 2010 року встановив рекорд який був занесений до Книги Рекордів Гінесса. В Італії у місті Рим він протримав вагу 20 кілограм 76.73 секунди.

## Власні скутки
- Присідання - 350 кг
- Вивага лежачи - 230 кг
- Мертве зведення - 340 кг